# Pyura turqueti
Pyura turqueti is een zakpijpensoort uit de familie van de Pyuridae. De wetenschappelijke naam van de soort is voor het eerst geldig gepubliceerd in 1905 door Sluiter.